# Real Academia de Bellas Artes de la Purísima Concepción
La  Real Academia de Bellas Artes de la Purísima Concepción es una institución cultural española ubicada en Valladolid, en la denominada Casa de Cervantes -por ser colindante con la que habitó el conocido escritor y cuya estructura se confunde entre ambas-, y que tiene como función «el fomento, defensa y difusión de las Bellas Artes de Valladolid y su provincia».
Para la consecución de ese objetivo, la Academia se obliga a la conservación de los monumentos y obras de arte, emitir informes a las autoridades e instituciones oficiales que así se lo soliciten, acrecentar su propio patrimonio de «pinturas, esculturas, planos, dibujos, grabados, partituras, documentos y libros relacionados con las bellas artes», organizar exposiciones, conciertos y cuantas actividades conduzcan a la función principal, así como el fomento de la investigación y la relación con el resto de la Reales Academias. Está asociada al Instituto de España.

## Organización
La Academia está regida por una Junta de Gobierno compuesta por un Presidente, cuatro Consiliarios, un Secretario, un Tesorero y un Bibliotecario. Cada Consiliario dirige una sección, existiendo las de arquitectura, escultura, música y pintura.
La Academia la integran treinta y dos académicos de número y los correspondientes que, desde 1930, tiene potestad de nombrar entre los españoles no residentes en Valladolid y los extranjeros que acrediten méritos suficientes. Los miembros de honor -establecidos desde 1808- son aquellos que, propuestos por el presidente, aprueba la Academia entre «personas de distinguido carácter, amor a las artes y celosas del bien público, ya sean seglares o eclesiásticos».

## Historia
La institución remonta sus orígenes a 1779, cuando se creó una academia destinada a la enseñanza de las matemáticas y el dibujo, dentro del espíritu ilustrado de la época. En 1783 Carlos III aprobó las constituciones y acogió bajo su protección la Academia con el nombre de Real Academia de la Purísima Concepción de Matemáticas y Nobles Artes.
En sus inicios, se propuso un ambicioso programa de defensa de las artes y de la enseñanza de las mismas, así como las matemáticas y, poco después, la arquitectura. Sus estudios estaban homologados y, después de que Carlos IV equiparó la misma a la Real Academia de Bellas Artes de San Carlos, expidió títulos oficiales de agrimensor o maestro de obras. Más tarde, en 1808, cumplió funciones de visado de los proyectos arquitectónicos de la región. Establecido el régimen liberal durante el reinado de Isabel II, la reestructuración de las Academias de España dejó a la de Valladolid como Academia Provincial de Bellas Artes de primera clase, donde se impartían estudios oficiales elementales y superiores (estos últimos hasta 1869). Después debió hacerse cargo de las obras de arte de las instituciones religiosas desamortizadas. En 1883 alcanzó la Academia el máximo de alumnado de su historia, con 1.238 inscritos. La reorganización de las enseñanzas de 1892 supuso el fin de las funciones como institución educativa pública, quedando relegada a un papel más restringido. En 1936 recuperó el nombre original que mantiene en la actualidad.

## Servicios

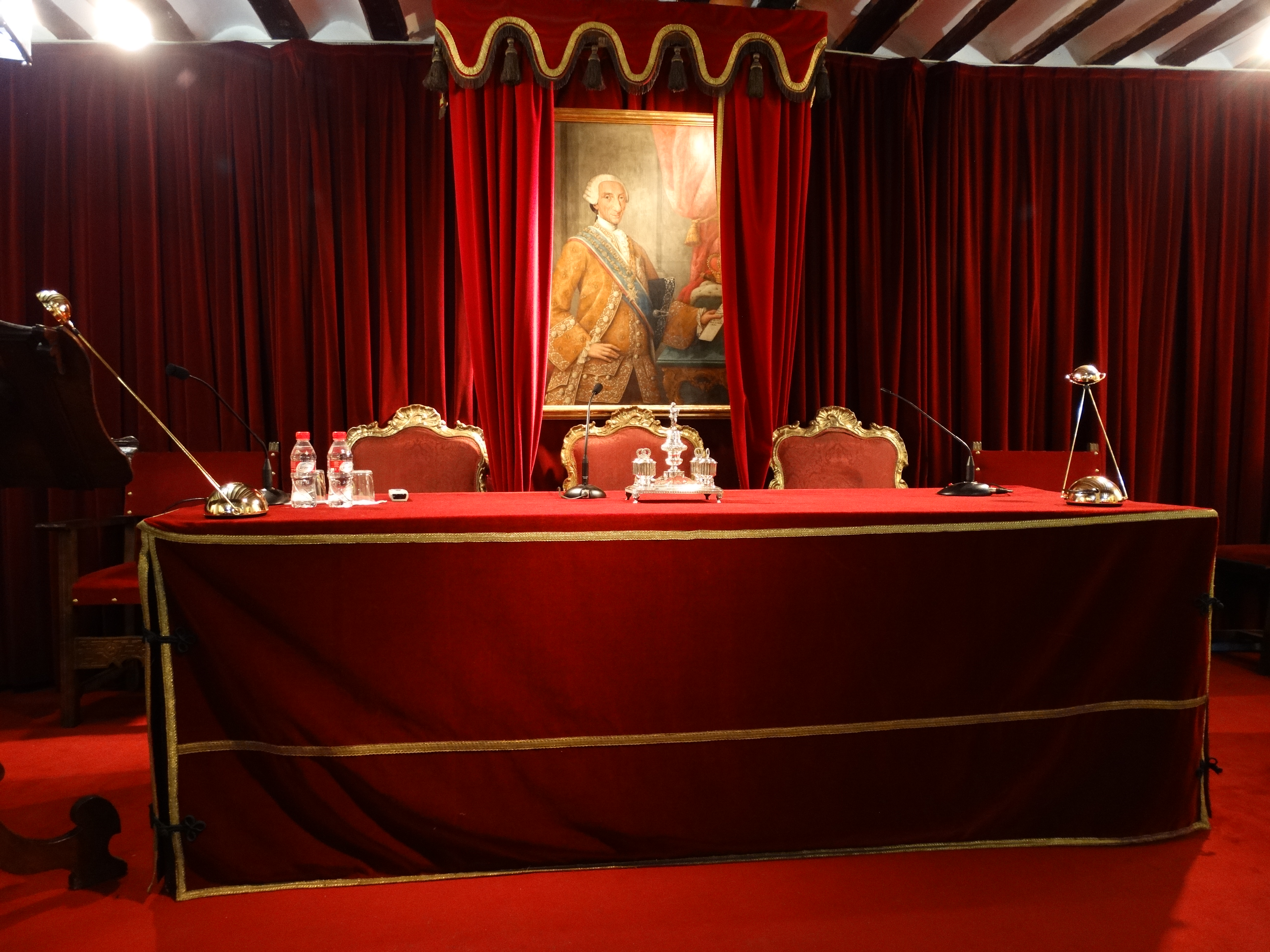
Salón de actos en 2014, a la espera de los académicos para la apertura de curso.

Se mantiene un archivo con toda la documentación interna desde 1783, desde el que se edita un Anuario y el Boletín de la Academia. La biblioteca tiene los discursos de los académicos, así como una colección de fondos musicales, planos y proyectos de arquitectura.
El Museo reúne una extensa colección de pinturas y esculturas de los distintos concursos celebrados por la institución desde 1863, así como otras obras. Destacan la del pintor valenciano, José Vergara Gimeno, y las de Eduardo García Benito, y Aurelio García Lesmes. De la escultura merecen atención las obras de Mariano Benlliure, Antonio Vaquero y José Cilleruelo Zamora. También cuenta con una sala de conferencias y otra de exposiciones.

## Premios y reconocimientos
El 12 de diciembre de 2013 recibió el «Premio Provincia de Valladolid a la Trayectoria Artística» concedido por la Diputación de Valladolid. El acto tuvo lugar en el castillo de Fuensaldaña con la intervención del Presidente de la Diputación y la réplica y agradecimiento del Presidente de la Real Academia.